# Magdalena Matthey
María Magdalena Matthey Correa (Santiago, 28 de septiembre de 1971) es una cantante y compositora chilena de diversos tipos de música que comprenden la música folclórica y popular, fusión latinoamericana, canto , trova  y jazz. 

## Biografía
Su madre, Alicia Correa, cantora y compositora de música folclórica y popular, influenció a Magdalena y a sus nueve hermanos en la música y el folclore. Magdalena estudió un año de Teoría Musical en la Escuela Moderna 1992, luego rindió exámenes para ingresar a los cursos de la Sociedad Chilena del Derecho de Autor (SCD) cambiando a Canto Popular y titulándose en 1995.
En 1993, Magdalena quien aún era estudiante de Canto Popular, tuvo su primera oportunidad de actuar junto a Eduardo Peralta, en la Biblioteca Nacional de Chile. Gracias a este recital ella comenzó a destacarse en el medio musical. Durante 1994 fue invitada a participar en los festivales de Molina y de Olmué. 'Después de participar en el festival de Olmué, grabé dos de mis temas en el estudio de Raúl Salinas y los envié al jurado que seleccionaba a los participantes de la competencia folclórica del Festival de Viña del Mar. Una de esas canciones era "María Leonor Lucía"'.
En 1995, ganó la categoría folclórica del Festival de Viña del Mar recibiendo la Gaviota de Plata y oro por su canción "María Leonor Lucía" junto a su grupo "El Trío", a fines del mismo año obtuvo el premio del 'Mejor músico extranjero' en el festival sudamericano de Santa Rosa en Brasil con la canción "Santiago", también de su autoría. La prensa brasileña llenó de elogios a la intérprete, considerándola una nueva Mercedes Sosa.

### Latidos del alma
Magdalena se tituló en la carrera de Canto Popular en la SCD a finales del 1995, y logra su primer contrato discográfico con el sello Emi Odeon comenzando a trabajar en su primer álbum. En un principio el trabajo era dirigido por Scottie Scott.
Latidos del alma, su álbum debut, fue producido y editado en 1997. En las sesiones de grabación participaron los músicos Pedro Alfonso, Manuel Meriño y un importante invitado: Horacio Salinas, quien luego de escuchar a Magdalena, la invitó a tocar junto a Inti-Illimani. Este trabajo no definió la carrera de Magdalena, pues tuvo la incertidumbre que todo artista tiene al momento de pensar en hacer arte o de vender un producto, sin embargo recibió muy buenas críticas. En ese mismo año representó a Chile en el último festival OTI, realizado en Acapulco, México, con su canción "Tu naturaleza", obteniendo el premio al mejor arreglo, con la colaboración de Sergio Tilo González del grupo Congreso.

### Del otro lado
En su siguiente disco, Del otro lado 2000 Fondart aparece con un nuevo estilo más abierto y multicultural que marca su tendencia a la fusión latinoamericana, en el que se encuentran temas emotivos como Si el alma se queda, porqué no apareces o con un jazz suave con letra sublime en Feliz, además de otros temas que reflejan con emotividad distintos aspectos o realidades de Chile y su gente. En este álbum resalta la versatilidad de la voz de Magdalena y de su estilo único y particular, alejándose de las fórmulas más comerciales, para acomodarse en el mundo de los sonidos de raíz latinoamericana como Congreso e Inti-Illimani.
Al año siguiente fue artista invitada al criollo Festival del Huaso de Olmué. En el 2003 Viña volvió a premiarla, esta vez como la Mejor Intérprete de la competencia folclórica internacional. En el 2004 forma parte del jurado en el Festival de Viña del Mar.

### Mañana será otro día
En el 2004 lanza su nuevo disco Mañana será otro día. Producido por Tilo González de Congreso quien editó el disco bajo su sello Machi y que además contó con la presencia de su antigua compañera del trío Alheña, la cantautora Elizabeth Morris. Otra mano muy importante fue la del ingeniero Álvaro Alencar, nominado 4 veces al Grammy Latino de 2004 por el trabajo de sonido en el álbum debut de la brasileña María Rita.
En el 2006 Magdalena telonea al grupo Congreso en su gira por Europa. 

### Afuera
Pedro Aznar es el invitado estelar de este disco en la canción Era una Rosa compuesta por Magdalena. Canciones como Quién ,Mariposas  y Bartolo , fueron registradas en el DVD  "me lo contó mi madre" lanzado en agosto del 2015.

### Otros proyectos
Junto a Alexis Venegas formaron el grupo Agosto compuesto por Manuel Meriño y Milenko Mitrovic. en 1994-1995,  realizando dos conciertos en la SCD.
Magdalena ha compartido escenario con destacados artistas chilenos como Laura Fuentes, Mariela González, Patricio Anabalón, Isabel Parra, Eduardo Peralta, Eduardo Gatti, Alberto Plaza, Inti Illimani, Francesca Ancarola, Alexis Venegas, Mariela González, José Seves y Elizabeth Morris entre otros, así como con el argentino Pedro Aznar, el mexicano Alejandro Filio y la portuguesa María Ana Bobone.

MECIENDO, 2009 después del disco Afuera del año 2007 Magdalena participa en el disco "Meciendo" con poesía de Gabriela Mistral. la música pertenece a Alex Vigueras. Con la participación especial de la actriz nacional Ximena Rivas, esta cantata expresa a través de la música la extraordinaria pluma y sensibilidad de Gabriela Mistral.
en el 2012, Magdalena Lanza el disco "Viaje al corazón de Congreso" con diez canciones re-versionadas de este grupo emblemático de la escena nacional. El cielito de mi pieza, Nocturno, Heroína de Nueva York son algunos de los títulos de esta placa. Tilo González, Federico Faure y Felipe Bravo, fueron parte de este proyecto que no tuvo más pretensión que salir con un mínimo de copias.
ME LO CONTO MI MADRE,  DVD 2015
Me lo contó mi madre reúne once de las canciones más emblemáticas de Magdalena. En este material  audiovisual podemos entrar en la intimidad de la artista visitando el origen de su capacidad creativa.  Una imagen cálida y un sonido envolvente este trabajo fue registrado en una casa de Valparaíso el año 2013 con destacados músicos de la escena musical chilena. Como invitados están el periodista Francisco Mouat, la cantautora chilena Paz Mera, Sergio Tilo González del grupo Congreso, y Alicia Correa, su madre. 
PIDE UN DESEO 2015 disco 2015
Después del disco “Viaje al corazón de Congreso” en donde rinde homenaje a esta respetada banda nacional, Magdalena vuelve más fuerte que nunca con la producción “Pide un deseo”.  El contenido rescata el tema de la identidad a través de  algunas de nuestras  creencias populares  y abraza la dignidad de quienes permanecen invisibles en la sociedad. La producción musical  estuvo a cargo de Sergio Tilo González, Simón González y también de  Magdalena.  Fue grabado el 2013, mezclado el 2014 en estudio Madreselva y masterizado por Andrés Mayo en Buenos Aires , Argentina.
LO MAS CERCA POSIBLE, 2017
Me gusta esta frase que escuché, llegar lo más cerca posible de nosotros mismos, así trabajé este disco, así fluyeron las canciones, exploré componer en el piano con muy pocos recursos técnicos y fue interesante. Hay canciones que atesoro Bella felicidad,Preciso amar, Dónde está tu casa, Quédate conmigo. También tiene canciones que siempre viajan conmigo, Que palpita el corazón, todo es tan lindo contigo
Este disco obtuvo el reconocimiento como mejor disco del año por parte de los editores de la enciclopedia de la música chilena.
AMOR URGENTE, 2022
Bastante tiempo ha pasado desde el último disco, y es que estamos sobreviviendo a una velocidad compleja enfrentando a cada momento experiencias fuertes. Bajo mi punto de vista hemos perdido la conexión medular. Por eso insisto en cantar con amor y al amor, a lo cercano, creo que vale la pena detenerse y mirar.

## Discografía
| #   | Título del Álbum             | Año                       |
| --- | ---------------------------- | ------------------------- |
| 1.  | Latidos del alma             | 1997 - EMI Odeon          |
| 2.  | Del otro lado                | 1999 - Fondart            |
| 3.  | Mañana será otro día         | 2004 - Machi              |
| 4.  | Afuera                       | 2007 - Machi              |
| 5.  | Rumbos                       | 2009 - Edición extranjera |
| 6.  | Viaje al corazón de Congreso | 2012 - Machi              |
| 7.  | Pide un Deseo                | 2015 - Machi              |
| 8.  | Me lo contó mi madre (DVD)   | 2015 - Machi              |
| 9.  | Lo más cerca posible         | 2017 - Machi              |
| 10. | Uni Versos                   | 2019 - Machi              |
| 11. | Amor Urgente                 | 2022 - Machi              |